# (1080) Orchis
(1080) Orchis és un asteroide pertanyent al cinturó d'asteroides descobert el 30 d'agost de 1927 per Karl Wilhelm Reinmuth des de l'observatori de Heidelberg-Königstuhl, Alemanya.
Inicialment es va designar com 1927 QB. Posteriorment va ser anomenat per les orquídies, una planta de la família de les orquidiàcies.
Orchis orbita a una distància mitjana del Sol de 2,42 ua, podent allunyar-se'n fins a 3,044 ua i acostar-se fins a 1,796 ua. La seva inclinació orbital és 4,586° i l'excentricitat 0,2579. Triga a completar una òrbita al voltant del Sol 1375 dies.